# Joseph Castiglioni
Pour les articles homonymes, voir Castiglioni.
Joseph Castiglioni est un gymnaste artistique français né le 27 septembre 1877 à Oran et mort le 7 juin 1959 à Alger. 

## Biographie
Après avoir obtenu une médaille d'argent par équipe aux Championnats du monde de gymnastique artistique 1907, il est sacré champion du monde du concours général par équipes en 1909.
Il participe aux Jeux olympiques d'été de 1900, obtenant une quinzième place au concours général individuel, et aux Jeux olympiques d'été de 1908, terminant vingtième.